# Сульфат марганцю(II)
Сульфа́т ма́рганцю(II) (манган(ІІ) сульфат) — сіль, утворена залишком слабкої основи (манган(ІІ) гідроксиду) і сильної сульфатної кислоти. Являє собою прозорі, гіркі на смак кристали. Хімічна формула — MnSO4. Утворює ряд кристалогідратів — MnSO4·nН2О, в яких n = 1, 4, 5, 7. Кристалогідрат MnSO4·5Н2О називається марганцевим купоросом. В природі манган (ІІ) сульфат утворює декілька мінералів: смікіт, джококуїт, маллардит.

## Фізичні властивості
Розчиняється у воді, у присутності сульфатної кислоти розчинність зменшується; мало розчинний у спирті. Парамагнетик. Нижче 11 К антиферомагнетик. Кристали ромбічної сингонії.
Молярна електропровідність при нескінченному розведенні при 25 °C дорівнює 267 См.см2/моль.

При розчиненні у воді дисоціює з утворенням аквакомплексів [Mn(H2O) 6]2+, що мають світло-рожевий колір. Присутністю подібних аквакомплексів обумовлений і рожевий колір кристалогідратів манган(ІІ) сульфату.

## Отримання
- Отримують нагріванням MnO2 з FeSO4:

4MnO2 + 4FeSO4 → 4MnSO4 + 2Fe2O3 + O2
- Обробкою манган діоксиду MnO2 гарячою концентрованою сульфатною кислотою:

2MnO2 + 2H2SO4 → 2MnSO4 + O2 + 2H2O
- Дією сульфатної кислоти на манган(ІІ) карбонат:

MnCO3 + H2SO4 → MnSO4 + CO2↑ + H2O
- Сильним нагріванням суміші манган діоксиду з вуглецем у концентрованій сульфатній кислоті:

2MnO2 + C + 2H2SO4 → 2MnSO4·Н2О + CO 2
- Реакціями манган діоксиду або перманганатів з різними відновниками у присутності сульфатної кислоти.

- Також манган(ІІ) сульфат можна добути з оксидів Сульфуру та Мангану:

MnO2 + SO2 → MnSO4
- Розчиненням металевого марганцю або оксиду MnO у розведеній сульфатній кислоті.

## Хімічні властивості
- Розкладається при нагріванні до 850—1155 °C:

3MnSO4 → Mn3O4 + 2SO3 + SO2
- Кристалогідрати розкладаються при нагріванні ступінчасто, поступово втрачаючи кристалізаційну воду[5]:

- При електролізі водного розчину, утворюються такі продукти електролізу: марганець на катоді, сульфатна кислота у розчині і кисень на аноді.

При електролізі розчину манган(ІІ) сульфату у 40%-й сульфатній кислоті на катоді виділяється водень, а на аноді утворюється Mn2(SO4)3.
- Взаємодіє з лугами:

MnSO4 + 2KOH → Mn(OH) 2 + K2SO4
- Вступає у інші реакції обміну з розчинними у воді солями, кислотами.

- У водних розчинах манган (ІІ) сульфат, як і інші розчинні солі Мангану(ІІ), гідролізує за катіоном, тому його розчини мають слабокислу реакцію середовища.

- За рахунок мангану у ступені окиснення +2 у окисно-відновних реакціях проявляє властивості відновника:

2MnSO4 + 5NaBiO3 + 16HNO3 → 2HMnO4 + 5Bi(NO3)3 + 2Na2SO4 + NaNO3 + 7H2O
MnSO4 + NaClO + 2NaOH → MnO2 + NaCl + Na2SO4 + H2O
- Вступає у реакції конпропорціонування (конмутації) зі сполуками, що містять Манган у вищих ступенях окиснення:

3MnSO4 + 2KMnO4 + 2H2O → 5MnO2 + K2SO4 + 2H2SO4

## Застосування
Використовують як компонент електроліту для одержання марганцю і манган(IV) оксиду; у виробництві сикативів; як мікродобрива і добавки до комбікорму; засоб, що стимулює проростання насіння; компонент барвників у текстильній промисловості; компонент контактних сумішей в органічному синтезі (зокрема, для синтезу жирних кислот).